# Бастиан, Герт
Герт Бастиан, нем. Gert Bastian; 26 марта 1923, Мюнхен — около 19 октября 1992, Бонн) — генерал и общественный деятель ФРГ, активист немецкой Партии зелёных.

## Биография
В возрасте 19 лет вступил добровольцем в вермахт. Во 2-й мировой войне служил на Восточном фронте, был ранен в правую руку и в голову осколком гранаты. Позднее также был ранен пулемётной пулей во Франции.
После войны начал собственный бизнес, однако, разорившись, возобновил военную карьеру. С 1956 по 1980 гг. служил в бундесвере, ушёл в отставку в звании генерал-майора с должности командира дивизии. Во время военной службы его политические взгляды радикально изменились. В 1950-е гг. он был членом Христианско-социального союза в своей родной Баварии. Однако Бастиан негативно отнёсся к планируемому размещению ракет средней дальности в Европе и в 1981 г. совместно с рядом других европейских генералов (Ф. да Кошта Гомиш, А. Сангинетти и др.) основал политическую группу «Генералы за мир».
С 29 марта 1983 г. по 18 февраля 1987 г. был депутатом бундестага от Партии зелёных. С 10 февраля 1984 г. по 18 марта 1986 г. был независимым депутатом бундестага в составе парламентской группы зелёных; он не избирался, однако, от зелёных официально, поскольку противостоял ротационному принципу в руководстве партии. Позднее был исключён из партии.
В 1980-е гг. Бастиан вместе со своей партнёршей Петрой Келли был одним из активных западногерманских политиков, поддерживавших оппозицию в ГДР.
Обнаружен мёртвым в Бонне 19 октября 1992 г. вместе с Келли. Согласно заключению полиции Бастиан застрелил Келли во сне и затем застрелился сам. Тело было обнаружено несколько дней спустя после смерти, и точную дату смерти установить невозможно. Похоронен на Северном кладбище Мюнхена.